# Самуель Ґловінський
Самуїл Рох Ґловінський (пол. Samuel Roch Głowiński 18 лютого 1703 — 14 вересня 1776) — польський римо-католицький релігійний діяч, львівський єпископ-суфраган, меценат. Двічі був адміністратором Львівської архідієцезії.

## Біографія
Самуїл Ґловінський народився 18 лютого 1703 року. Батько — Миколай Ґловінський, мати — дружина батька Евфрозина Сломчанка. Походив з давнього роду, який виводився з Равського воєводства у Мазовії, який у XVII ст. переселився у Галичину. Представники цього роду значних посад не займали, так що Самуїл зробив найбільшу кар'єру у цій родині.[джерело?]
27 грудня 1725 став архідияконом, 22 лютого 1726 висвячений на священика. У 1727 році став львівським латинським каноніком, чому сприяла фундація на користь львівської капітули його родича Станіслава Ґловінського з XVI ст. 2 грудня 1733 отримав «провізію» на посаду львівського єпископа-суфрагана як титулярний єпископ хевронський. Був пробощом у місті Снятині. 1744 року під час засідання капітули у Золочеві оголосив піярам, які там зібралися, про свій намір заснувати у Львові конвікт на зразок «Колегіум нобіліум» у Варшаві. Львівський латинський архієпископ Миколай Вижицький спочатку прихильно поставився до пропозиції Сам. Ґловінського, однак потім під тиском єзуїтів, які не хотіли поступатись монополією навчання у школах Львова, став її противником.
Дуже не любив єзуїтів, тому спровадив до Львова орден піярів, що також спеціалізувалися на освіті. 1748 р. Ґловінський за підтримки Станіслава Конарського звернувся до папи Бенедикта XIV, короля Августа III Веттіна-Саса з пропозицією закласти конвікт піярів, які з'явилися в місті ще 1718 року.[джерело?] 1748 року король затвердив фундацію Сам. Ґловінського, однак протести єзуїтів, які відстоювали своє монопольне право вести навчання у Львові, примусили С. Конарського підписати письмове зобов'язання про відкриття тільки конвікту, а не навчального закладу. Після цього король 1749 знову затвердив фундацію. Піяри також знайшли прихильників у римській курії, які не допустили до Папи меморіалів М. Вижицького та львівського старости Мнішека, тому папа Бенедикт XIV своїм бреве надав цьому ордену 24 жовтня 1750 року дозвіл на право викладання у школах Львова. Маючи на руках папське бреве, купив за 400000 злотих польських маєтності у Винниках і Підберізцях для забезпечення діяльності майбутнього закладу.
Колегіум нобіліум у Львові був відкритий у 1758 р., коли ще проходили будівельні роботи. 1776 року імператриця Марія Терезія затвердила фундацію Сам. Ґловінського, після чого установа отримала назву — «Collegium Nobilium Theresianum». Після смерті Ґловінського 1776 року колегіум почав занепадати.
У липні 1756 року у Винниках, завдяки Сам. Ґловінському, з'явився орден піярів. У старому замку вони влаштували свій монастир. Поява піарів негативно сприйнялася мешканцями Винник, яких піари змушували відробляти 4—6 днів панщини на тиждень. У Винниках для С. Ґловінського будівельні роботи проводив Бернард Меретин.
Внаслідок першого поділу Польщі (1772 р.) Галичину включили до складу володінь Габсбуріґв. Тут було створено окрему провінцію — «Королівство Галичини і Володимирії» (Königreich Galizien und Lodomerien), до складу якої увійшли не тільки українські етнічні землі (Східна Галичина), а й південна частина Польщі з містом Краковом (Західна Галичина). Починаються значні економічні, соціальні, політичні перетворення. Політика щодо монастирів була достатньо жорсткою: їх закривають, майно конфісковують, натомість відкривають великі мануфактури, нові підприємства. У цей період С. Ґловінський був спритним дипломатом у ставленні до австрійської влади. Він передбачив, що може втратити новозбудоване приміщення конвікту піарів і Винники з Підберізцями, бо такий був дух часу. Щоб дещо з цього врятувати, він випередив австрійську конфіскацію і передає замок у Винниках і монастир піарів у Львові в дар цісаревій Марії-Терезії. До акту даровизни С. Ґловінський хитро включив легат для польської катедри у Львові на суму 1 200 ринських флорентів річно та інші «дрібниці». Довгі роки з винниківських прибутків йшов податок на польську катедру.
17 вересня 1759 р. провів обряд хрещення Якова Франка в Латинській катедрі Львова, хресні батьки — польний коронний писар Францішек Жевуський і саксонська графиня Анна Брюль. 1750 р. — 15 жовтня 1776 р. — володар Винник біля Львова.
Після смерті С. Ґловінського 14 вересня 1776 р. його особисте майно одержали спадкоємці: Йосиф Гурецький, Тома Зброєвський і Михайло Бжежанський. З оціненого на 42 000 гульденів майна, вони повинні були щорічно виплачувати по 6 000 гульденів на засновану ним у Львові колегію.

## Нагороди
- Лицарський хрест Королівського угорського ордена Святого Стефана (1773, № 159)[9],

## Памя'ть
Вулиця Чернігівська у Львові за польських часів називалась іменем С. Ґловінського.